# Завод полівінілхлориду у Лавертоні
Завод полівінілхлориду у Лавертоні – колишній виробничий майданчик, що діяв у індустріальній зоні Лавертон на західних околицях Мельбурна.
Завод ввела в дію у 1979 році компанія ICI Australia – дочірня структура британського хімічного концерну Imperial Chemical Industries (ICI). За первісним планом необхідний для отримання полівінілхлориду мономер мав постачати великий нафтохімічний комплекс, запланований до зведення у Пойнт-Вілсон (за три десятки кілометрів на південний захід від Лавертону), втім, останній так і зупинився на стадії проекту і протягом всього періоду існування майданчик у Лавертоні споживав мономер вінілхлориду, постачений автоцистернами з порту Джилонг (за півсотні кілометрів на південний захід від Лавертону).
Первісно завод  міг продукувати 50 тисяч тонн полівінілхлориду на рік, проте станом на кінець 1990-х цей показник вже складав 140 тисяч тонн.
У 1997-му безпосередній контроль над заводом передали компанії Australian Vinyls Corporation (AVC), в якій ICI Australia мала 62,6%, тоді як ще 37,4% отримала належна американцям компанія Auseon (передала  Australian Vinyls Corporation свій завод полівінлхлориду в Алтоні). У 1998-му після рішення концерну ICI вийти з бізнесу в Австралії та Новій Зеландії на основі ICI Australia виникла компанія Orica, а в 2001-му вона та американські партнери продали AVC консорціуму, до якого належали колишній генеральний директор AVC та інвестиційний фонд CPH Investment.
В 2016-му завод припинив діяльність.